# لحم مفروم

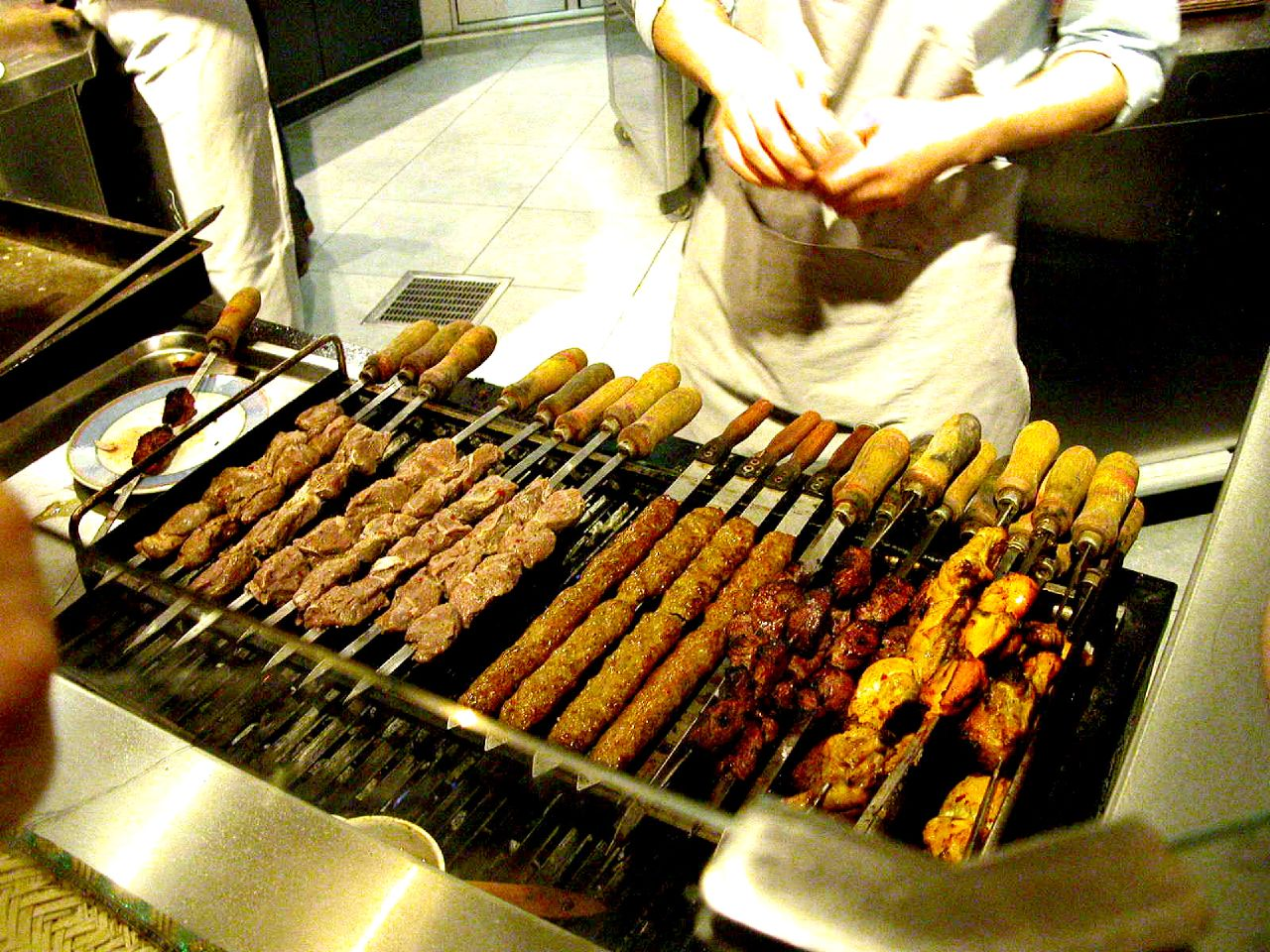
الكباب

اللحم المفروم (بالإنجليزية: Ground meat) هو لحم يتم طحنه أو فرمه بواسطة آلة فرم اللحم، وسابقا كان يفرم بواسطة مدية أو سكين خاص يستعمل في الكثير من المطابخ العالمية من الغربية إلى الشرقية منها كصنع الكباب و بعض الشوربات والمقبلات.

## الاستعمالات
اللحم المفروم هو عنصر أساسي في مجموعة متنوعة من الأطباق، حيث يمكن استخدامه بمفرده أو ممزوجًا بمكونات أخرى. يمكن تشكيله إلى كرات صغيرة تُقلى أو تُخبز أو تُطهى على البخار. يُمكن طهيه على سيخ لإنتاج أطباق لذيذة مثل أضنة كباب وشيفابي، التي تُعد مثالية للنزهات. يُستخدم اللحم المفروم كحشوة لعمل فطائر مثل الهامبرغر التي تُشوى أو تُقلى، أو فطائر مثل مينتشي كاتسو وكستلاتة بوزارسكي. كما يمكن استخدامه كحشوة لأرغفة لحم أو فطائر تُخبز وتُقدم مع صلصات متنوعة. يمكن تحويله إلى صلصة لحم مثل الراجو، التي تُستخدم في أطباق رائعة مثل الباستيتسيو والمسقعة. يُطهى أيضًا مع الفاصوليا والطماطم والتوابل لصنع طبق الفلفل الحار الشهي. تتميز هذه الاستخدامات بتنوعها، مما يجعل اللحم المفروم خيارًا مثاليًا لإعداد وجبات لذيذة ومغذية.[بحاجة لمصدر]

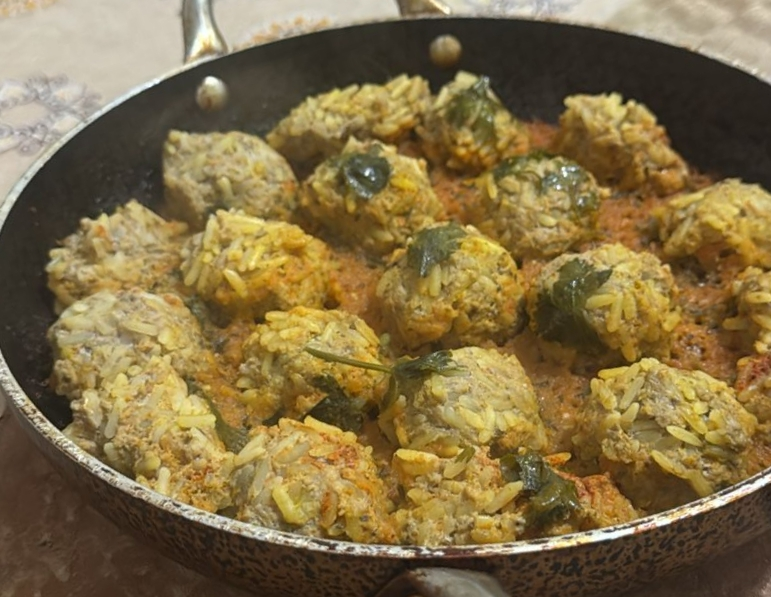
وجبة بالسمك المفروم من المغرب

## سلامة الغذاء
يتميز اللحم المفروم بمخاوف تتعلق بسلامة الغذاء تختلف تمامًا عن قطع اللحم الكاملة. إذا كان اللحم غير مطبوخ بشكل كافٍ، فقد يؤدي ذلك إلى التسمم الغذائي. في قطع اللحم الكاملة، تكون داخلية اللحم معقمة تقريبًا حتى قبل الطهي، حيث تكون أي تلوث بكتيري موجودًا على السطح الخارجي فقط. لهذا السبب، يكون من الآمن عادةً تناول شريحة لحم مطبوخة بحيث تبقى داخلها حمراء، لأن شوي السطح الخارجي يكفي لقتل أي بكتيريا على السطح.لكن عند طحن اللحم، يمكن أن يتم توزيع التلوث البكتيري من السطح في جميع أنحاء اللحم. إذا لم يتم طهي اللحم المفروم جيدًا بالكامل، فهناك فرصة كبيرة لبقاء عدد كافٍ من البكتيريا المسببة للأمراض، مما قد يؤدي إلى الإصابة بالمرض. بالإضافة إلى ذلك، فإن ارتفاع درجة الحرارة يسهل تكاثر البكتيريا. تجدر الإشارة إلى أن تناول همبرغر من "جاك إن ذا بوكس" غير مطبوخ بشكل كافٍ، والذي كان ملوثًا بهذه الطريقة، تسبب في وفاة أربعة أشخاص وإصابة المئات في عام 1993